# Europacup I hockey mannen 1986
De 13de Europacup I hockey voor mannen werd gehouden van 16 tot en met 19 mei 1986 in Utrecht. Het deelnemersveld bestond uit 8 teams. HC Kampong won deze editie door in de finale Uhlenhorst Mülheim te verslaan.

## Uitslag poules

### Poule A
| Team                     | Pnt | GS | W | G | V | DV | DT | DS  |
| ------------------------ | --- | -- | - | - | - | -- | -- | --- |
| 1. Uhlenhorst Mülheim    | 5   | 3  | 2 | 1 | 0 | 13 | 3  | +10 |
| 2. Atlètic Terrassa      | 5   | 3  | 2 | 1 | 0 | 12 | 2  | +10 |
| 3. Royal Uccle Sport THC | 2   | 3  | 1 | 0 | 2 | 9  | 13 | −4  |
| 4. SG Amsicora           | 0   | 3  | 0 | 0 | 3 | 2  | 18 | −16 |

Uitslagen
- Royal Uccle - At. Terrassa 1-5
- Uhlenhorst - Amsicora 6-0
- Royal Uccle - Amsicora 6-2
- At. Terrassa - Uhlenhorst 1-1
- Uhlenhorst - Royal Uccle 6-2
- Amsicora - At. Terrassa 0-6

### Poule B
| Team               | Pnt | GS | W | G | V | DV | DT | DS  |
| ------------------ | --- | -- | - | - | - | -- | -- | --- |
| 1. HC Kampong      | 6   | 3  | 3 | 0 | 0 | 25 | 0  | +25 |
| 2. Dinamo Alma Ata | 4   | 3  | 2 | 0 | 1 | 5  | 15 | +10 |
| 3. Belfast YMCA    | 2   | 3  | 1 | 0 | 2 | 7  | 15 | −8  |
| 4. Suboticanka     | 0   | 3  | 0 | 0 | 3 | 1  | 28 | −27 |

Uitslagen
- Belfast YMCA - Suboticanka 5-1
- Kampong - Dinamo 3-0
- Belfast YMCA - Dinamo 2-6
- Kampong - Suboticanka 14-0
- Kampong - Belfast YMCA 8-0
- Dinamo - Suboticanka 9-0

## Finales
- 4A - 4B Amsicora - Suboticanka 2-2 (Amsicora wns)
- 3A - 3B Uccle - Belfast YMCA 5-3
- 2A - 2B At. Terrassa - Dinamo 3-1
- 1A - 1B Uhlenhorst - Kampong 1-2

## Einduitslag
1.  HC Kampong 

2.  Uhlenhorst Mülheim 

3.  Atlètic Terrassa 

4.  Dinamo Alma Ata 

5.  Royal Uccle Sport THC 

6.  Belfast YMCA 

7.  SG Amsicora 

8.  Suboticanka

## Kampioen
| Europacup I 1986      |
| --------------------- |
| HC Kampong 1ste titel |